# ريشة عنفة

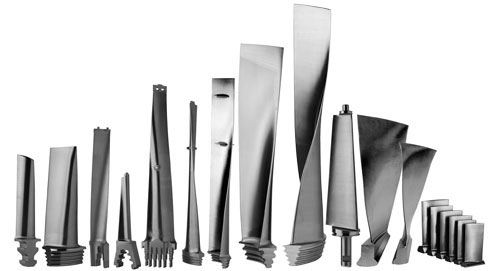
أشكال مختلفة لريشة العنفة

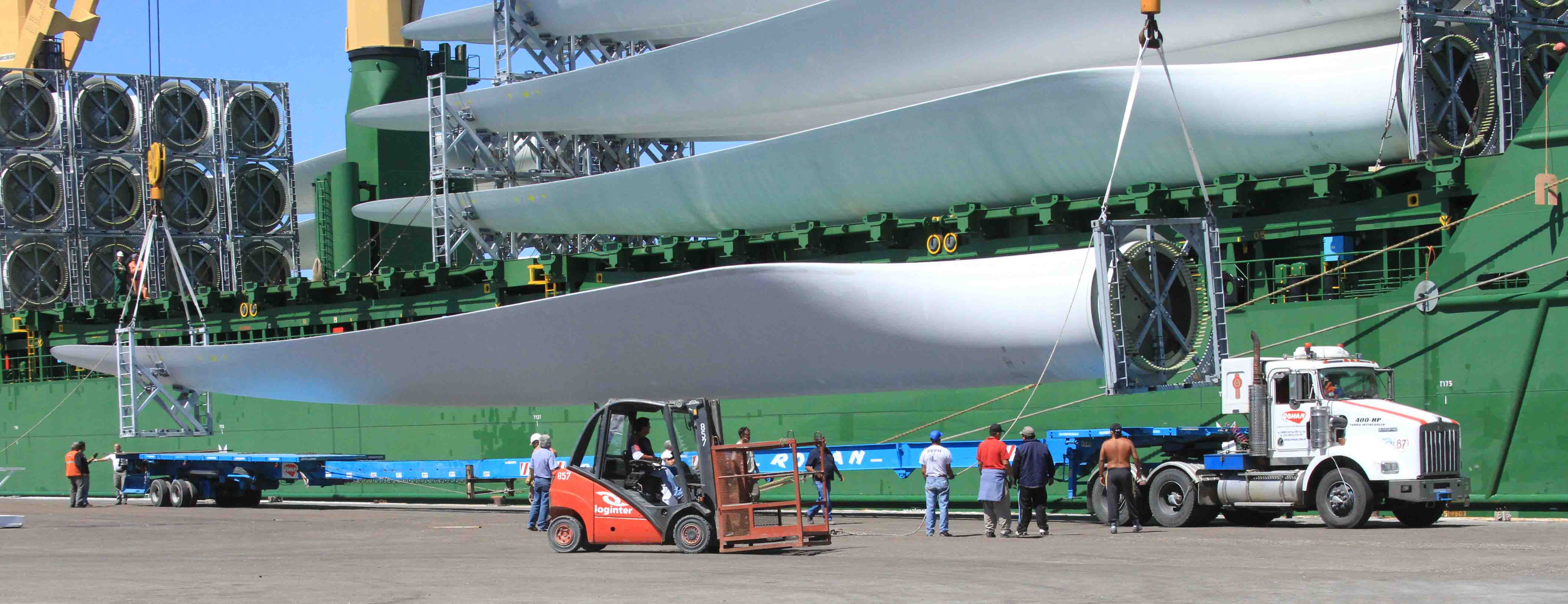
ريش عنفة رياح

ريشة العنفة (التوربين) قطعة معدنية كالنصل مصممة بدقة شديدة لتحقيق جريان مناسب خلال الدولاب المتحرك، وفي العنفات الحديثة يلجأ المصنعون إلى أساليب متطورة في صهر سبيكة من مواد بنسب معينة لتحقيق خواص المواد المرغوبة، وأيضا في تشغيلها إلى شكل يضمن أن كيفية إخفاق لا تؤدي إلى خروج الأجزاء عن الدولاب.

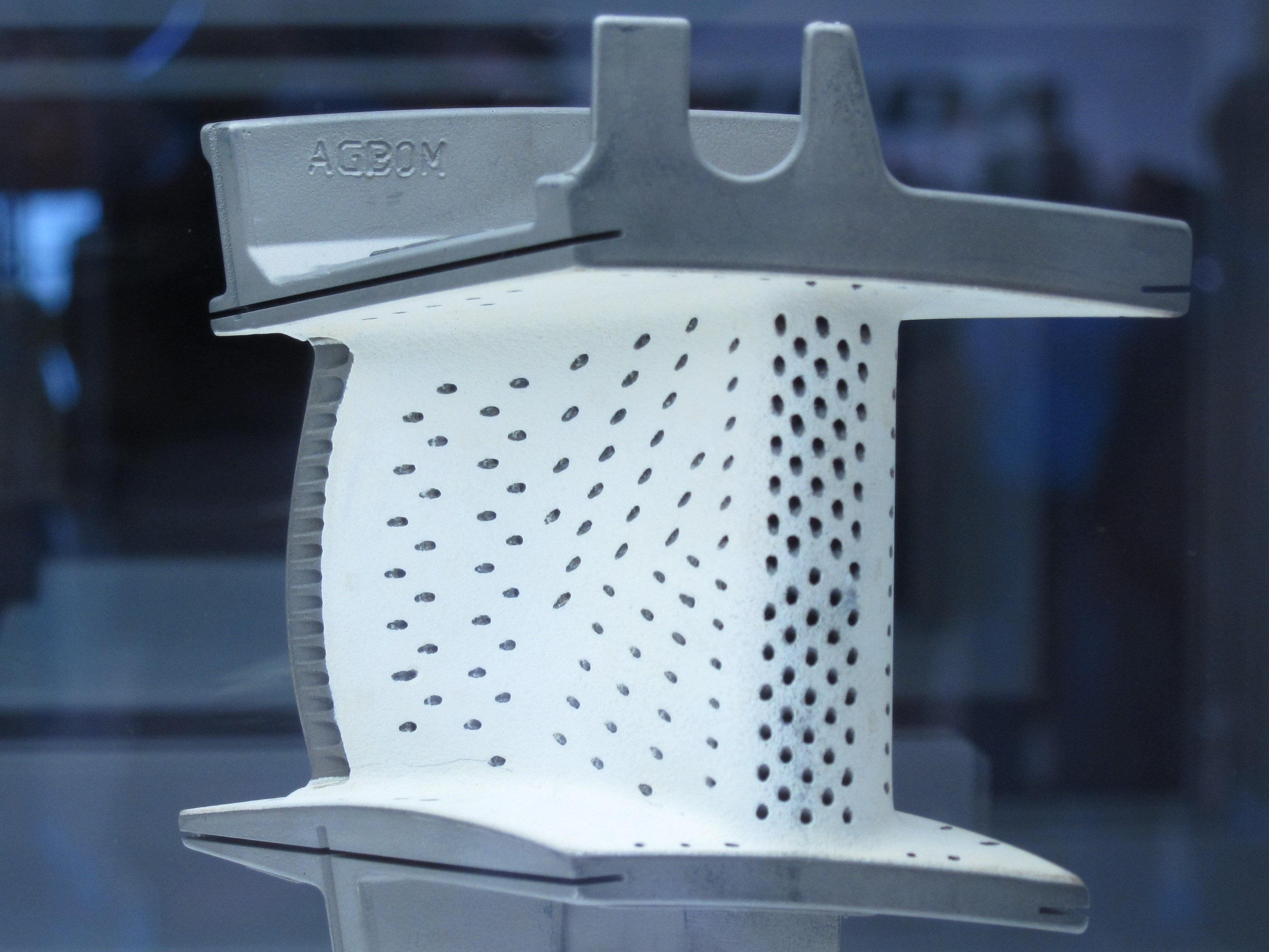
صفحة ريشة توجيه (لمسار الهواء)، وتظهر الثقوب الداخلية المخصصة لسائل التبريد.

«صفحة الريشة» مسطحها، وتتألف من الأسلات والأسيلات، وتتصل بالسهم («محور الريشة»).

## مقدمة
في محرك عنفي غازي، يُصنع الجزء الواحد في العنفة من قرص أو دولاب يحمل العديد من ريش العنفات، يتصل هذا الجزء من العنفة بجزء من الضاغط عبر محور، ويمكن أن يكون ذاك الجزء من الضاغط محوريًّا أو نابذيًّا. ينضغط الهواء، رافعًا الضغط ودرجة الحرارة، عبر مراحل الضاغط في المحرك. ثم تزداد درجة الحرارة بشدة عن طريق الاحتراق داخل حجرة الاحتراق، التي تتوضع بين مراحل الضاغط ومراحل العنفة. تمر بعد ذلك غازات العادم مرتفعة الضغط ومرتفعة درجة الحرارة عبر مراحل العنفة. تستخلص مراحل العنفة الطاقة من هذا الجريان، خافضةً ضغط الهواء ودرجة حرارته وتنقل الطاقة الحركية إلى مراحل الضاغط عبر محور الربط. هذه العملية مشابهة جدًّا لطريقة عمل الضاغط المحوري، ولكنها تجري بالعكس.
يختلف عدد مراحل العنفة في الأنواع المختلفة من المحركات، إذ تميل المحركات ذات نسبة الإمرار الجانبي المرتفعة لامتلاك أكبر عدد من مراحل العنفات. يمكن أن يكون لعدد مراحل العنفة تأثير كبير على كيفية تصميم ريش العنفة لكل مرحلة. العديد من المحركات العنفية الغازية مصممة بمرحلتين (ثنائية المحاور)، ما يعني أن هناك محور ضغط مرتفع ومحور ضغط منخفض. تستخدم محركات عنفية غازية أخرى ثلاث مراحل، بإضافة محور للضغط المتوسط بين محوري الضغط المنخفض والضغط المرتفع. يتعرض محور الضغط المرتفع إلى الهواء الأسخن وذي الضغط الأعلى، فيما يتعرض محور الضغط المنخفض للهواء الأبرد وذي الضغط الأقل. يؤدي فرق شروط العمل إلى تصميم ريش ضغط عالٍ وريش ضغط منخفض بطريقتين مختلفتين عن بعضهما كثيرًا من حيث المواد وخيارات التبريد رغم أن المبادئ الترموديناميكية والإيروديناميكية هي ذاتها. تحت شروط التشغيل القاسية هذه داخل العنفات الغازية والبخارية، تواجه الريش درجات حرارة مرتفعة، وإجهادات مرتفعة، واهتزازات يحتمل أن تكون مرتفعة كذلك. ريش العنفات البخارية عناصر لا غنى عنها في محطات الطاقة التي تحول الحركة الخطية لبخار مرتفع درجة الحرارة ومرتفع الضغط يجري في تدرج ضغط إلى حركة دائرية لمحور العنفة.

## التبريد

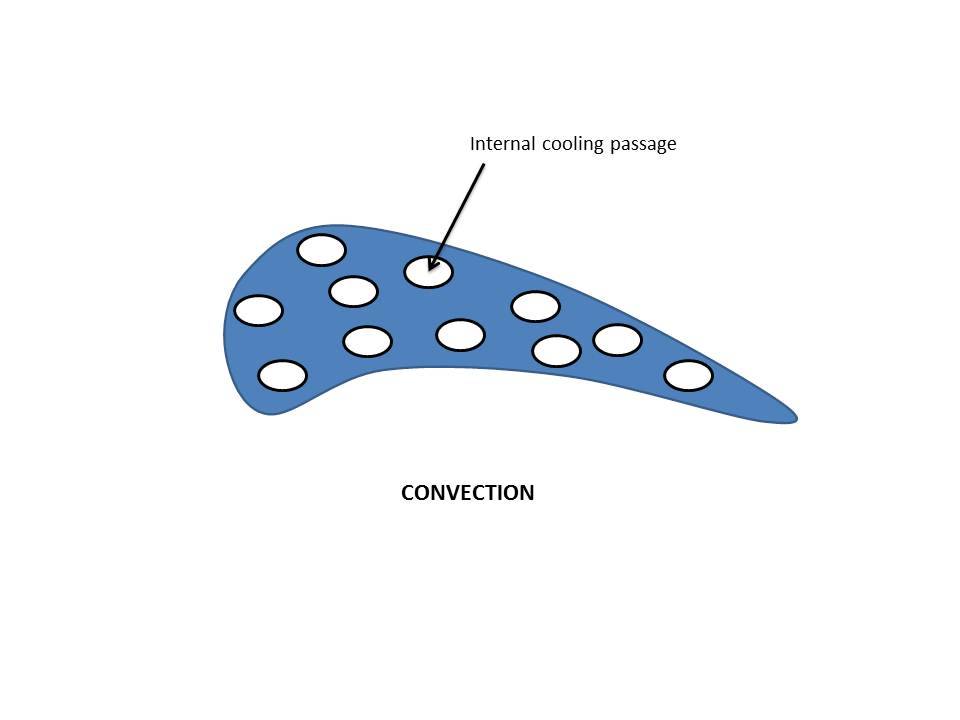
تبريد الريشة بالحمل الحراري

عند نسبة انضغاط ثابتة، يزداد المردود الحراري للمحرك بازدياد درجة حرارة الدخول إلى العنفة. ولكن درجات الحرارة المرتفعة يمكن أن تضر بالعنفة، إذ تخضع الريش لإجهادات نابذية كبيرة وتكون المواد أضعف عند درجات الحرارة المرتفعة. لذا فإن تبريد ريش العنفة أمر أساسي. تعمل تصاميم العنفات الحديثة الحالية بدرجات حرارة دخول تزيد عن 1900 كلفن وهذا يتحقق بالتبريد الفعال لعناصر العنفة.

### طرق التبريد
يمكن تحقيق تبريد العناصر بتبريد الهواء أو السائل. يبدو تبريد السائل أفضل بسبب ارتفاع السعة الحرارية النوعية وفرص حدوث تبريد تبخيري ولكن يمكن حدوث تسربات، واهتراء، وخنق للتيار، ومشاكل أخرى؛ ما يشكل سلبيات لهذه الطريقة. من جهة أخرى، يسمح تبريد الهواء بدخول الهواء المرسَل إلى التدفق الرئيسي دون أي مشاكل. كمية الهواء المطلوبة لهذا الغرض تتراوح بين 1-3% من التدفق الرئيسي ويمكن تخفيض درجة حرارة الريشة بمقدار 200-300 درجة مئوية. هناك العديد من تقنيات التبريد المستخدمة في ريش العنفات الغازية: التبريد بالحمل، التبريد السطحي، التبريد بالنتح أو التعرق، التبريد المسامي، التبريد بالنتوءات الإبرية...إلخ وتصنف هذه الأنواع إما تبريدًا داخليًّا أو تبريدًا خارجيًّا. ومع اختلاف كل طريقة عن الأخرى، إلا أنها تعمل جميعًا باستعمال هواء التبريد (المستنزف غالبًا من الضاغط) لإزالة الحرارة من ريش العنفة.

### التبريد الداخلي

#### التبريد بالحمل
يعمل عن طريق إمرار هواء تبريد عبر ممرات داخلية إلى الريشة. تنتقل الحرارة بالتوصيل عبر الريشة، ثم عبر الحمل إلى الخواء المتدفق داخل الريشة. يحبَّذ وجود سطح داخلي كبير لهذه الطريقة؛ لذا تكون مسارات التبريد عادةً ملتوية ومليئة بريش صغيرة. قد تكون المجاري الداخلية في الريشة دائرية أو إهليلجية الشكل. يتحقق التبريد بإمرار الهواء عبر هذه المجاري من الدولاب إلى طرف الريشة. يأتي هواء التبريد هذا من ضاغط هواء. يكون المائع الخارجي في حالة العنفة الغازية ساخنًا نسبيًّا، ويمر عبر مجرى التبريد ويختلط بالتيار الرئيسي عند طرف الريشة.

#### التبريد بالارتطام
من أنواع التبريد بالحمل، التبريد بالارتطام أو الصدم، يعمل عن طريق صدم السطح الداخلي للريشة بهواء عالي السرعة. يسمح هذا بنقل حرارة بالحمل أكثر مما يسمح به التبريد العادي بالحمل. يستخدم التبريد بالارتطام في المناطق ذات الأحمال الحرارية الأعلى. في حالة ريش العنفة، تمتلك الحافة القائدة (وتدعى أيضًا حافة الهجوم أو الحافة الأمامية) درجة حرارة أعظمية وبالتالي حمل حراري أعظمي. يستخدم التبريد بالارتطام أيضًا في الوتر المتوسط في الريش الثابتة (الشفرات). الريش مجوفة ولها نواة. هناك مجاري تبريد داخلية. يدخل هواء التبريد من منطقة الحافة القائدة ويلتف باتجاه الحافة الخلفية.

### التبريد الخارجي

#### التبريد السطحي
التبريد السطحي (ويدعى أيضًا التبريد بالغشاء الرقيق)، طريقة منتشرة الاستخدام، تسمح بفعالية تبريدية أعلى من التبريد بالحمل أو التبريد بالارتطام. تتألف هذه الطريقة من ضخ هواء التبريد خارج الريشة عبر عدة ثقوب أو فتحات صغيرة في بنيتها. تتشكل طبقة رقيقة (غشاء) من هواء التبريد على السطح الخارجي للريشة، مقللةً الانتقال الحراري من التدفق الرئيسي الذي قد تفوق درجة حرارته (البالغة 1300-1800 كلفن) درجة انصهار مادة الريشة (1300-1400 كلفن). تقيَّم عادةً قدرة نظام التبريد السطحي على تبريد السطح عن طريق مؤشر يدعى فعالية التبريد. ازدياد فعالية التبريد (قيمتها الأعظمية 1) يعني اقتراب درجة حرارة مادة الريشة من درجة حرارة وسيط التبريد. في الأماكن التي تقترب فيها درجة حرارة الريشة من درجة حرارة الغاز الساخن، تقترب الفعالية التبريدية من الصفر.